# Daniel Coronell
Daniel Coronell (Bogotà, 25 d'octubre de 1964) és un periodista colombià i President de la divisió d'informatius d'Univision en els Estats Units. Ha estat editor en cap dels telenotícies nacionals colombians Noticias Uno, NTC Noticias i Noticias RCN. Ha estat un periodista de televisió des del començament de la seva carrera, va ser coordinador general dels telenotícies nacionals Noticiero de las 7 i Telenoticiero del Mediodía, editor del telenotícies nacional Noticiero Nacional i editor en cap dels programes de televisió Protagonista i Magazín 7:30.
Coronell es va graduar a l'institut del Colegio Mayor de Nuestra Señora del Rosario a Bogotà i es va especialitzar en periodisme a la Universidad Externado de Colòmbia.
També escriu una columna d'opinió per la revista de notícies setmanal «Semana». Ha ensenyat a les universitats Javeriana i Externado de Colòmbia i actualment és un membre del professorat del Master de Periodisme a la Universidad de los Andes. És un col·laborador de recerca sènior a la Universitat Stanford i visitant sènior becari a la Universitat de Califòrnia a Berkeley.

## Premis
A Coronell se li ha atorgat el Premi Nacional de Periodisme Simón Bolívar en sis ocasions:
- 1987: Millor Crònica de televisió
- 1989: Millor Informe Periodístic
- 1992: Millor Informe Cultural
- 2007: Millor Columna d'Opinió
- 2008: Millor Seguiment de Notícia de televisió i Millor Informe d'investigació per televisió

El 2009 se li va concedir el premi al millor reportatge d'investigació de televisió que dona la Fundación Nuevo Periodismo Iberoamericano - Cemex, per «Un crimen casi perfecto» juntament amb un equip de periodistes de Noticias Uno. El programa va ser retransmès el 2007. L'any 2009, fou guardonat amb el Premi Oxfam Novib/PEN per la llibertat d'expressió.